# جوي ألبرت
جوي ألبرت هي كاتبة غنائية ومغنية فلبينية، ولدت في عقد 1960 في مانيلا في الفلبين.

## وصلات خارجية
- الموقع الرسمي
- جوي ألبرت على موقع IMDb (الإنجليزية)
- جوي ألبرت على موقع ميوزك برينز (الإنجليزية)
- جوي ألبرت على موقع ديسكوغز (الإنجليزية)